# Arrondissement municipali di Marsiglia
Lista dei 16 arrondissement municipali di Marsiglia e la loro corrispondenza coi 111 quartieri.
| Codice INSEE | Codice Postale | Arrondissement      | Settore      | Popolazione (01/01/2016) | Superficie (ha) | Quartieri |
| ------------ | -------------- | ------------------- | ------------ | ------------------------ | --------------- | --- |
| 13201        | 13001          | I arrondissement    | I settore    | 40 202                   | 177,8           | Belsunce, Le Chapitre, Noailles, Opéra, Saint-Charles, Thiers                                                                                           |
| 13207        | 13007          | VII arrondissement  | I settore    | 35 173                   | 569,1           | Bompard, Endoume, Les Îles, Le Pharo, Le Roucas Blanc, Saint-Lambert, Saint-Victor                                                                      |
| 13202        | 13002          | II arrondissement   | II settore   | 24 888                   | 504             | Arenc, Les Grands Carmes, Hôtel de Ville, La Joliette                                                                                                   |
| 13203        | 13003          | III arrondissement  | II settore   | 47 773                   | 260             | Belle de Mai, Saint-Lazare, Saint-Mauront, La Villette                                                                                                  |
| 13204        | 13004          | IV arrondissement   | III settore  | 48 074                   | 290             | La Blancarde, Les Chartreux, Chutes-Lavie, Cinq Avenues                                                                                                 |
| 13205        | 13005          | V arrondissement    | III settore  | 46 274                   | 224             | Baille, Camas, La Conception, Saint-Pierre |
| 13206        | 13006          | VI arrondissement   | IV settore   | 43 070                   | 210             | Castellane, Lodi, Notre Dame du Mont, Palais de Justice, Préfecture, Vauban                                                                             |
| 13208        | 13008          | VIII arrondissement | IV settore   | 80 724                   | 1 855           | Bonneveine, Les Goudes, Montredon, Périer, La Plage, La Pointe Rouge, Le Rouet, Sainte-Anne, Saint-Giniez, Vieille-Chapelle                             |
| 13209        | 13009          | IX arrondissement   | V settore    | 74 523                   | 6 324           | Les Baumettes, Le Cabot, Carpiagne, Mazargues, La Panouse (compres la Rouvière), Le Redon, Sainte-Marguerite, Sormiou, Vaufrèges                        |
| 13210        | 13010          | X arrondissement    | V settore    | 56 191                   | 1 084           | La Capelette, Menpenti, Pont de Vivaux, Saint-Loup, Saint-Tronc, La Timone                                                                              |
| 13211        | 13011          | XI arrondissement   | VI settore   | 57 757                   | 2 986           | Les Accates, La Barasse, Les Camoins, Éoures, La Millière, La Pomme, Saint-Marcel, Saint-Menet, La Treille, La Valbarelle, La Valentine                 |
| 13212        | 13012          | XII arrondissement  | VI settore   | 60 799                   | 1 400           | Les Caillols, La Fourragère, Montolivet, Saint-Barnabé, Saint-Jean-du-Désert, Saint-Julien, Les Trois-Lucs                                              |
| 13213        | 13013          | XIII arrondissement | VII settore  | 91 754                   | 2 808,1         | Château-Gombert, La Croix-Rouge, Malpassé, Les Médecins, Les Mourets, Les Olives, Palama, La Rose, Saint-Jérôme, Saint-Just, Saint-Mitre                |
| 13214        | 13014          | XIV arrondissement  | VII settore  | 62 199                   | 1 639,3         | Les Arnavaux, Bon Secours, Le Canet, Le Merlan, Saint-Barthélemy, Sainte-Marthe, Saint-Joseph                                                           |
| 13215        | 13015          | XV arrondissement   | VIII settore | 76 420                   | 1 690           | Les Aygalades, Borel, La Cabucelle, La Calade, Les Crottes, La Delorme, Notre Dame Limite, Les Bourrély, Saint-Antoine, Saint-Louis, Verduron, La Viste |
| 13216        | 13016          | XVI arrondissement  | VIII settore | 16 390                   | 1 630           | L'Estaque, Les Riaux, Saint-André, Saint-Henri |

## Prima della Rivoluzione
Prima della Rivoluzione francese, la gran parte della città era racchiusa dalle mura ed era composta da cinque parrocchie:
- La Major
- Les Accoules
- Saint-Laurent
- Saint-Martin
- Saint-Férréol